# Tajgeta (luna)
Tajgeta (grško Ταϋγέτη: Tájgete) je Jupitrov naravni satelit (luna). Spada med  nepravilne lune z retrogradnim gibanjem. Je članica Karmine skupine Jupitrovih lun, ki krožijo okoli Jupitra v razdalji od 23 do 24 Gm in imajo naklon tira okoli 165°. 
Luno Tajgeto je leta 2000 odkrila skupina astronomov, ki jo je vodil Scott S. Sheppard z Univerze Havajev.  Prvotno so jo označili kot S/2000 J 9
. Znana je tudi kot Jupiter XX. Ime je dobila oktobra leta 2002 
 po boginji Tajgeti (ena izmed  Plejad) iz grške mitologije.
Luna Tjageta ima premer okoli 5 km in obkroža Jupiter v povprečni razdalji 23,360.000  km. Obkroži ga v  732  dneh in 5  urah po tirnici, ki ima naklon tira okoli 165 ° glede na ekliptiko oziroma 163 °  na ekvator Jupitra. 
Njena gostota je ocenjena na 2,6 g/cm3, kar kaže, da je sestavljena iz kamnin. 
Luna izgleda zelo temna, ima odbojnost 0,04. Njen navidezni sij je 21,9 m.